# 韋伊納海

韦伊纳海在愛沙尼亞的位置

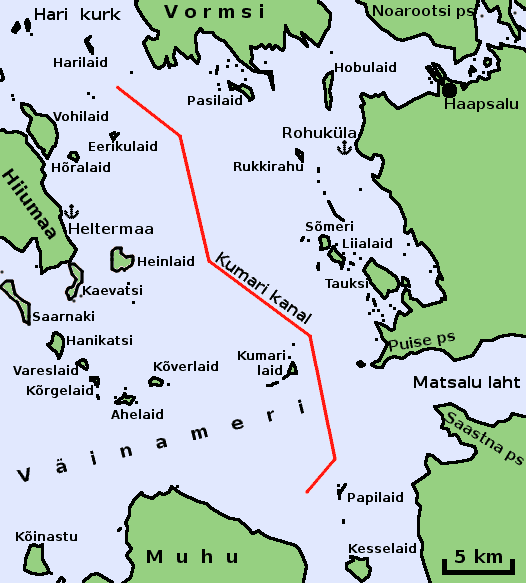
海域内航线

韦伊纳海（直译：「海峽之海」），旧名穆胡海峽（Muhu väin），是西愛沙尼亞群島與愛沙尼亞大陆之間的一片内海或海峡，为里加湾的北部，再向北连接至芬兰湾。海域面积为2,200平方公里。该海域现设有韦伊纳海保护区。

## 名稱
愛沙尼亞語的名稱在20世紀初才開始有人採用，歷史上長期以德語拼法稱之。

## 來源
1. ↑  . Estonica. Eesti Instituut.   [2016-06-16].
2. ↑  Jaan Rebane: Väinameri: Üldinfo. （页面存档备份，存于） 31. Oktober 2009 (auf web.zone.ee).